# The Table (NU'EST專輯)
《The Table》是韓國男子音樂組合NU'EST所發行的第七張迷你專輯，繼第六張迷你專輯《Happily Ever After》發行六個月後，於2019年10月21日發行，主打歌曲為〈LOVE ME〉。實體專輯以三種不同版本以及一種KIHNO版本發售。

## 背景
2019年9月17日由PLEDIS娛樂正式確認，NU'EST將於10月21日發行新專輯回歸歌壇，於4月發行的第六張迷你專輯《Happily Ever After》結束了NU'EST從2016年開始的騎士三部曲，六個月後將迎來開啓新音樂世界的舞臺。
9月30日零時，PLEDIS娛樂透過NU'EST官方Youtube頻道和Naver VLIVE頻道公開前導預告片，影片以獨特的沙雕藝術營造神秘夢幻的氛圍，由五把寶劍開啟故事，在《WHO, YOU》、《WAKE,N》、《Happily Ever After》預告片皆出現的鏡子再度出現，又轉化為新月星光宇宙，展現貫穿前作時空的意圖，最後出現森林花園中擺放在桌子上的緞帶禮盒將被開啟，帶來與以往不同的新世界，預示這是一張充滿新色彩與新變化的專輯，影片結尾出現的文字「The book has been closed. And shall we meet at  __________？」與新專輯發行日期「2019.10.21」，引發強烈的期待感。
10月4日零時，NU'EST官方SNS更新為新專輯風格並公布《The Table》概念宣傳網頁，主頁以新專輯《The Table》名稱與一封邀請函「Piece of your love，請訴說你的愛情故事吧，Tell us your love story」，開啟NU'EST世界的新篇章，參加者回信後將會收到有專輯名稱《The Table》、發行日期「10.21」與一個韓國首爾的地址，作為特別禮物；概念宣傳網頁觸發新故事的轉變，激起大眾對於後續概念的想像空間。同日，PLEDIS娛樂官方網頁公布「NU'EST The Table 1021咖啡店營運指南」，參加者前往邀請函收到的地址「首爾特別市麻浦區世界杯北路6路 88-10」，將會抵達開啓新故事的平凡又特別的空間「The Table 1021」，「The Table 1021」以咖啡廳的形式搶先在日常生活中體驗即將到來的NU'EST第7張迷你專輯《The Table》的全新面貌，第1輪營運時間為10月4日至10月15日，第2輪營運時間為10月16日至10月27日為結束時間。
10月6日12時，《The Table》概念宣傳網頁更新「Concept Page #2」,從汽車上走下的腳印進入屋子；同日18時，NU'EST官方SNS更新白虎於《The Table》Pieces Of Pie版本的官方照。7日零時，NU'EST官方Youtube頻道公布白虎預告影片，關掉手機的白虎帶著崩解的莓果派，在廣闊的田野小路上開車前往充滿霧氣的方向，畫面平靜安穩。同日12時，《The Table》概念宣傳網頁更新「Concept Page #3」,盪鞦韆後走下的腳印進入屋子。隨後PLEDIS娛樂官方網頁公布專輯《The Table》一般版本三種與KIHNO版本一種的實體專輯配置表。同日18時，NU'EST官方SNS更新Ren於《The Table》Pieces Of Pie版本的官方照。8日零時，NU'EST官方Youtube頻道公布Ren預告影片，在綠色草地戴著耳機盪鞦韆的Ren拿出了附有卡片的禮物盒，嗅聞押花卡片後打開盒子看到了碎裂的蘋果派，氣氛獨特動人。同日12時，《The Table》概念宣傳網頁更新「Concept Page #4」,從炊煙小屋走出的腳印進入屋子。同日18時，NU'EST官方SNS更新Aron於《The Table》Pieces Of Pie版本的官方照。9日零時，NU'EST官方Youtube頻道公布Aron預告影片，在廚房專注切著桃子的Aron對燒開的水壺聽而不聞，切到手指後發現派皮上堆疊過多的桃子，此時門鈴聲響起，為故事留下耐人尋味的餘韻。同日12時，《The Table》概念宣傳網頁更新「Concept Page #5」,從小屋飛出瓢蟲後走出的腳印進入屋子。同日18時，NU'EST官方SNS更新旼炫於《The Table》Pieces Of Pie版本的官方照。10日零時，NU'EST官方Youtube頻道公布旼炫預告影片，在屋頂上悠閒看書的旼炫吃著派上的青葡萄，手指上纏繞著OK蹦，好奇地觀察飛到手背上的瓢蟲後留下書與派消失了，令人感受到耳目一新的氣氛。同日12時，《The Table》概念宣傳網頁更新「Concept Page #6」,貓叫聲後從沙發上走出的腳印進入屋子。同日18時，NU'EST官方SNS更新JR於《The Table》Pieces Of Pie版本的官方照。11日零時，NU'EST官方Youtube頻道公布JR預告影片，疲倦的JR餵完貓後拿出過期的起士派插上蠟燭，蠟燭燒融熄滅只留下愈發大聲的秒針轉聲，影片在寂寞孤獨的心情中結束。
10月11日18時，NU'EST官方SNS更新全體成員於《The Table》Pieces Of Pie版本的官方概念照。12日零時，NU'EST官方Youtube頻道公布新專輯《The Table》全體成員版概念影片，五人在溫暖陽光下吃著各式派餅，因偶遇陣雨回到屋內躲避，影片氣氛充滿秋日的感性與舒適，但影片結尾突來的電話鈴聲與拿著印有「The Table」字樣邀請函的客人到來，激發大眾對新專輯的緊張感與好奇心。13日零時，NU'EST官方SNS公開新專輯《The Table》的曲目表，收錄了包括主打歌〈LOVE ME〉與收錄曲〈밤새〉在內的6首歌曲，成員JR、白虎、旼炫各自參與了專輯歌曲的創作。14日零時，透過NU'EST官方Youtube頻道和Naver VLIVE公開新專輯《The Table》的音源試聽共1分59秒，發表專輯內每首歌曲的精華片段，新專輯的轉型預告與各曲的音樂魅力，提高大眾對新專輯的熱切興趣。15日，PLEDIS娛樂官方網頁追加公布專輯《The Table》實體專輯配置設計表。
10月16日零時，NU'EST官方SNS公開專輯VER.1（Forenoon版）的官方預告照，透過新潮悠閒的青春情調表現其可愛多彩的男孩魅力。17日零時，NU'EST官方SNS公開專輯VER.3（On The Table版）的官方預告照，滿溢溫暖甜美的風格又散發著精巧細緻的俏皮氣息。18日零時，NU'EST官方Youtube頻道和SNS公開新專輯《The Table》主打歌〈LOVE ME〉的20秒預告影片，在充滿明亮的氣氛中傳遞著令人愉悅的歡快感，獲得爆炸性的迴響。19日零時，NU'EST官方SNS更新全體成員《The Table》官方概念照UNIT版，在不同的專輯版本概念中，成員們盡情地展現自己獨特的魅力。20日零時，NU'EST官方SNS更新《The Table》專輯封面，令大眾再度提高期待的心情。當日19時，NU'EST成員於Naver VLIVE頻道舉辦「NU'EST 7th Mini Album 'The Table' D-1 UNBOXING V LIVE」宣傳活動，引發帶有緊張的驚喜感。

## 正式發行
2019年10月21日18時，NU'EST第七張迷你專輯《The Table》正式透過數位音樂網站公開，PLEDIS娛樂透過官方Youtube頻道和SNS同時公開主打曲〈LOVE ME〉的音樂錄影帶，當天下午在首爾慶熙大學和平殿堂舉辦專輯紀念媒體發布會，並於20時在Naver VLIVE頻道舉行「NU'EST 7th Mini Album 'The Table' 發售紀念 Showcase」。
在眾多知名歌手回歸的10月，主打歌〈LOVE ME〉音源公開後在NAVER MUSIC、Soribada、Bugs等實時榜單排名第一，取得三榜一位的佳績，專輯收錄曲音源亦全部進入各大榜單的上位圈。於實體唱片銷售網站HANTEO排行榜、Synnara唱片行、INTERPARK購物商城等達成周排行榜一位，Aladin唱片行、YES24唱片行等達到日排行榜一位的銷售紀錄。此外《The Table》在菲律賓、泰國、新加坡和澳門等七個海外國家與地區iTunes Top專輯排行榜獲得一位，於印尼、墨西哥、越南等十二個國家與地區iTunes Top專輯排行榜進入前五名。《The Table》首週（2019.10.21~2019.10.27）實體專輯銷售成績於HANTEO銷量榜為168,853張，成為韓國實體專輯銷售周冠軍，更登上2019年第43週（2019.10.20~2019.10.26）Gaon Chart音源下載排行榜的首位。
10月30日，NU'EST於MBC《SHOW CHAMPION》以 〈LOVE ME〉奪得此次回歸第一個音樂節目一位。10月31日，於Mnet《M Countdown》再度獲得一位。11月1日，在KBS《Music Bank》取得本次回歸第三個一位，也是〈LOVE ME〉的第一個無線台一位。11月2日，在MBC《Show! 音樂中心》取得本次回歸第四個一位，為NU'EST初次在此音樂節目獲得一位，使得此獎項意義更加重大。11月3日，在SBS《人氣歌謠》取得本次回歸第五個一位，亦是NU'EST初次在此音樂節目獲得一位，為第七張迷你專輯《The Table》的活動寫下巨大成功的歷史篇章。NU'EST在《The Table》回歸期出演的所有音樂放送節目皆取得一位，〈LOVE ME〉成為NU'EST第一首五台冠軍歌曲，本次橫掃五冠王的優秀紀錄在競爭激烈的10月韓國樂壇中展現了強烈的氣勢與影響力。

## 發行版本
實體專輯以三種版本（Forenoon、Piece Of Pie、On The Table）的一般專輯以及一種版本的KIHNO專輯發售。
| 實體專輯版本 | 實體專輯配置 |
| 一般專輯     | - 專輯寫真書，170mm x 230mm（全版本3種） - 專輯寫真書隨機頁首6頁，170mm x 230mm（僅Piece Of Pie版獨收隨機5種） - 隨機寫真小卡2張，55mm x 85mm（全版本50種） - CD版面設計1種（全版本3種） - 歌詞海報1張，594mm x 420mm（全版本3種） - [初回限定贈品] 隨機摺疊卡1張，全5種，150mm x 105mm（全版本15種） - [初回限定贈品] AR隨機寫真小卡1張，55mm x 85mm（全版本5種） - [初回限定贈品] 隨機海報1張，420mm x 594mm（全版本6種） - 專輯銷量：217,088+ |
| KIHNO專輯    | - 專輯包裝，100mm x 134mm x 36mm - Air-KiT卡1種，60mm x 60mm x 13mm - 寫真卡24張，85mm x 119mm（包含KIHNO專輯獨家收錄照片） - 專輯主題明信片1張，90mm x 123mm - 團體明信片1張，90mm x 123mm |

## 曲目
- 粗體字為主打歌

| 曲序     | 曲目                       |                       | 作曲                                                       | 编曲                 | 时长  |
| -------- | -------------------------- | --------------------- | ---------------------------------------------------------- | -------------------- | ----- |
| 1.       | Call me back               | 白虎、JR、BUMZU       | BUMZU、白虎、박기태、 Aaron Fresh、 조미쉘(Singing Beetle) | 박기태               | 3:12  |
| 2.       | LOVE ME                    | 白虎、JR、BUMZU       | BUMZU、白虎、박기태、Nmore                                 | BUMZU、박기태、Nmore | 3:05  |
| 3.       | ONE TWO THREE              | 白虎、旼炫、JR、BUMZU | BUMZU、白虎、Anchor                                        | BUMZU、Anchor        | 3:25  |
| 4.       | Trust me                   | 白虎、JR、BUMZU       | BUMZU、白虎                                                | BUMZU                | 3:23  |
| 5.       | 밤새（Stay up all night）  | 白虎、JR、BUMZU       | BUMZU、白虎、박기태                                        | BUMZU、박기태        | 3:37  |
| 6.       | 우리가 사랑했다면（If we） | 白虎、BUMZU           | BUMZU、白虎                                                | BUMZU、박기태        | 3:07  |
| 总时长： | 总时长：                   | 总时长：              | 总时长：                                                   | 总时长：             | 19:49 |

## 榜單成績

### 音樂節目榜單
| LOVE ME | 1                       | 1 | 1  | 1  | 1 | 無宣傳不排名 |
| LOVE ME | /                       | 8 | 14 | 12 | / | 無宣傳不排名 |
| \| - 「*」：打榜中 - 「(1)」：兩星期冠軍 - 「[1]」：三星期冠軍 - 「{1}」：四星期冠軍 \| - 「/」表示未有相關資料 \| |                         |   |    |    |   |              |
| - 「*」：打榜中 - 「(1)」：兩星期冠軍 - 「[1]」：三星期冠軍 - 「{1}」：四星期冠軍                                  | - 「/」表示未有相關資料 |   |    |    |   |              |

## 音樂錄影帶
| 首播日期       | 歌名                                               |
| -------------- | -------------------------------------------------- |
| 2019年10月21日 | LOVE ME（页面存档备份，存于）                      |
| 2019年10月26日 | LOVE ME 練習室 Fix版（页面存档备份，存于）         |
| 2019年10月31日 | LOVE ME Halloween版（页面存档备份，存于）          |
| 2019年11月10日 | LOVE ME Moving Winning #1 版（页面存档备份，存于） |

## 發行歷史
| 地區 | 日期           | 格式         | 廠牌                               |
| ---- | -------------- | ------------ | ---------------------------------- |
| 韓國 | 2019年10月21日 | CD、數位下載 | Pledis娛樂 Stone Music GENIE MUSIC |